# Italienisches Dörfchen
Das Italienische Dörfchen ist eine Gaststätte in Dresden. Sie befindet sich am Theaterplatz in der Nähe der Hofkirche, des Zwingers und der Semperoper im historischen Bereich des Stadtzentrums. Der Name weist auf eine frühere Bebauung an dieser Stelle hin.

## Geschichte

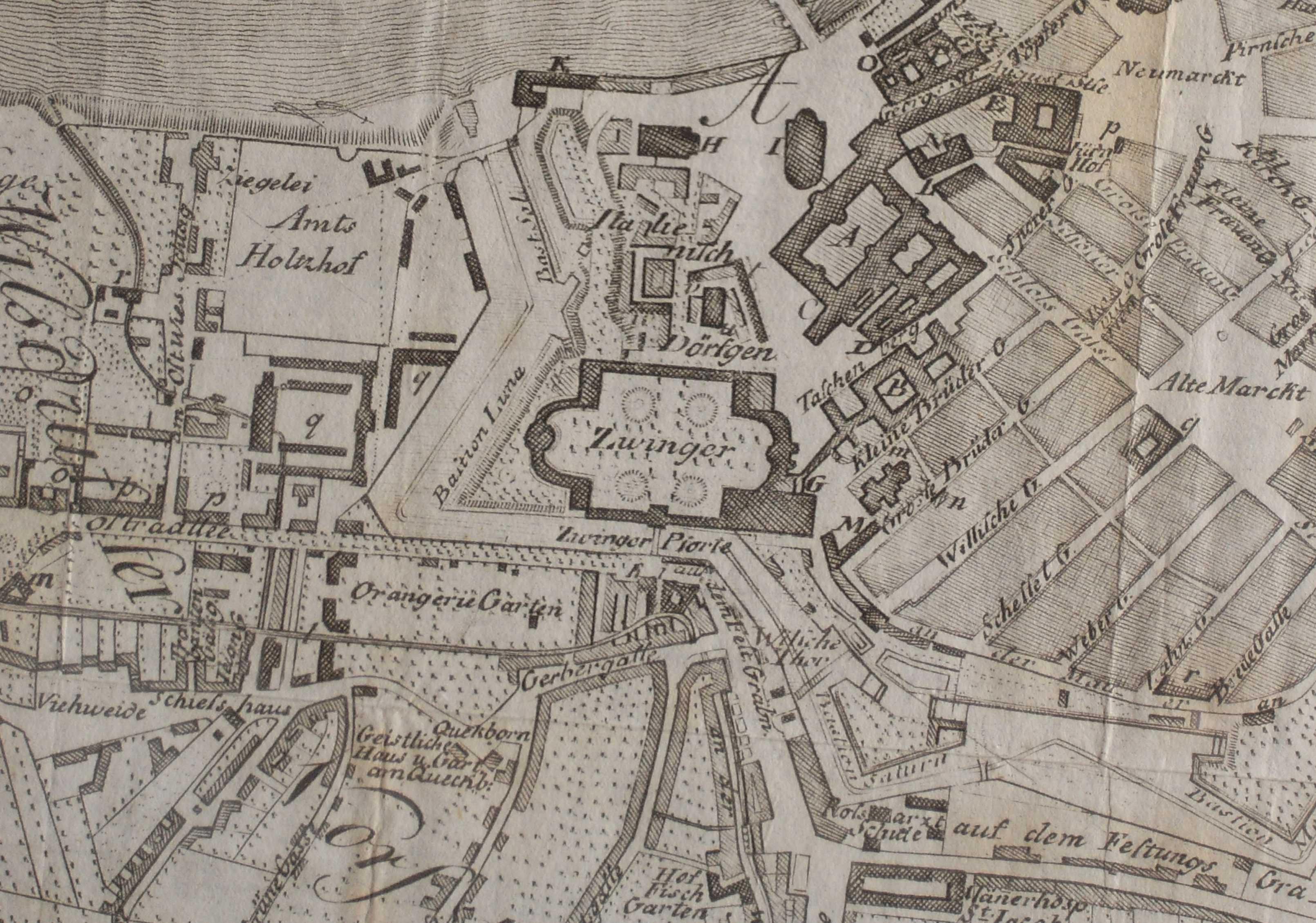
Italienisches Dörfchen um 1809 zwischen Zwinger und Elbe, mit „H“ ist das Morettische Opernhaus bezeichnet

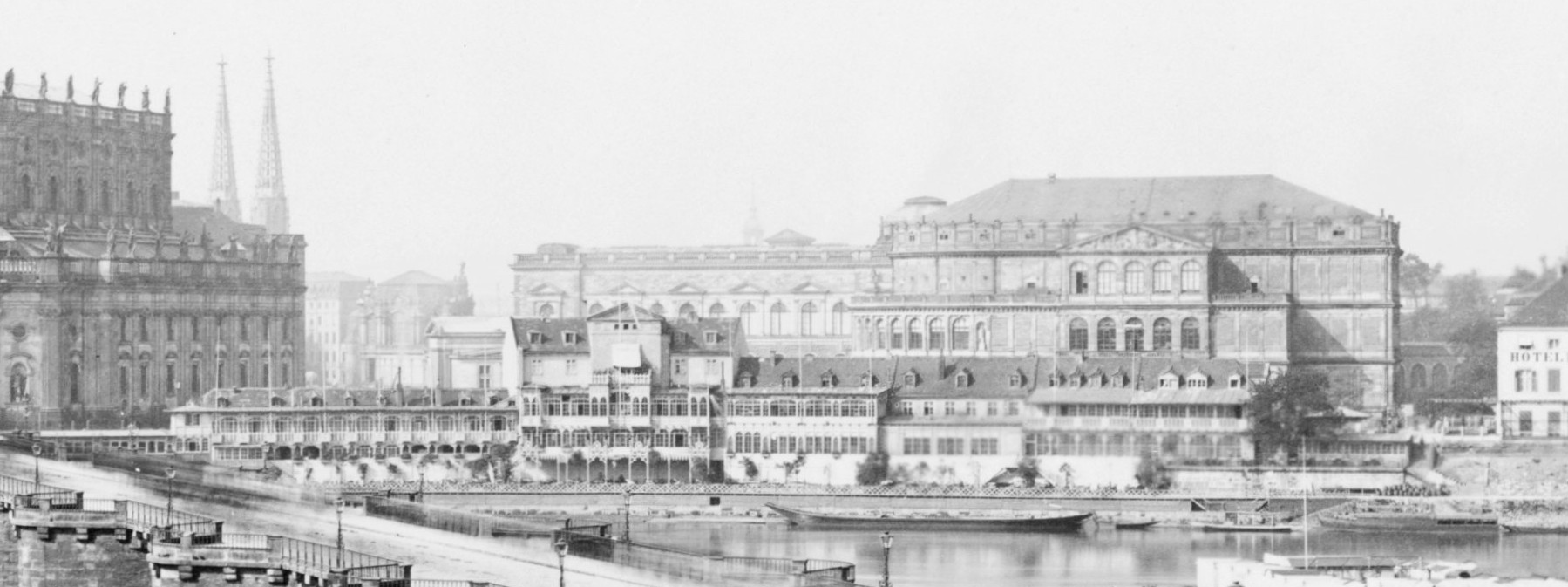
Italienisches Dörfchen um 1865

Helbig’s Restauration um 1880

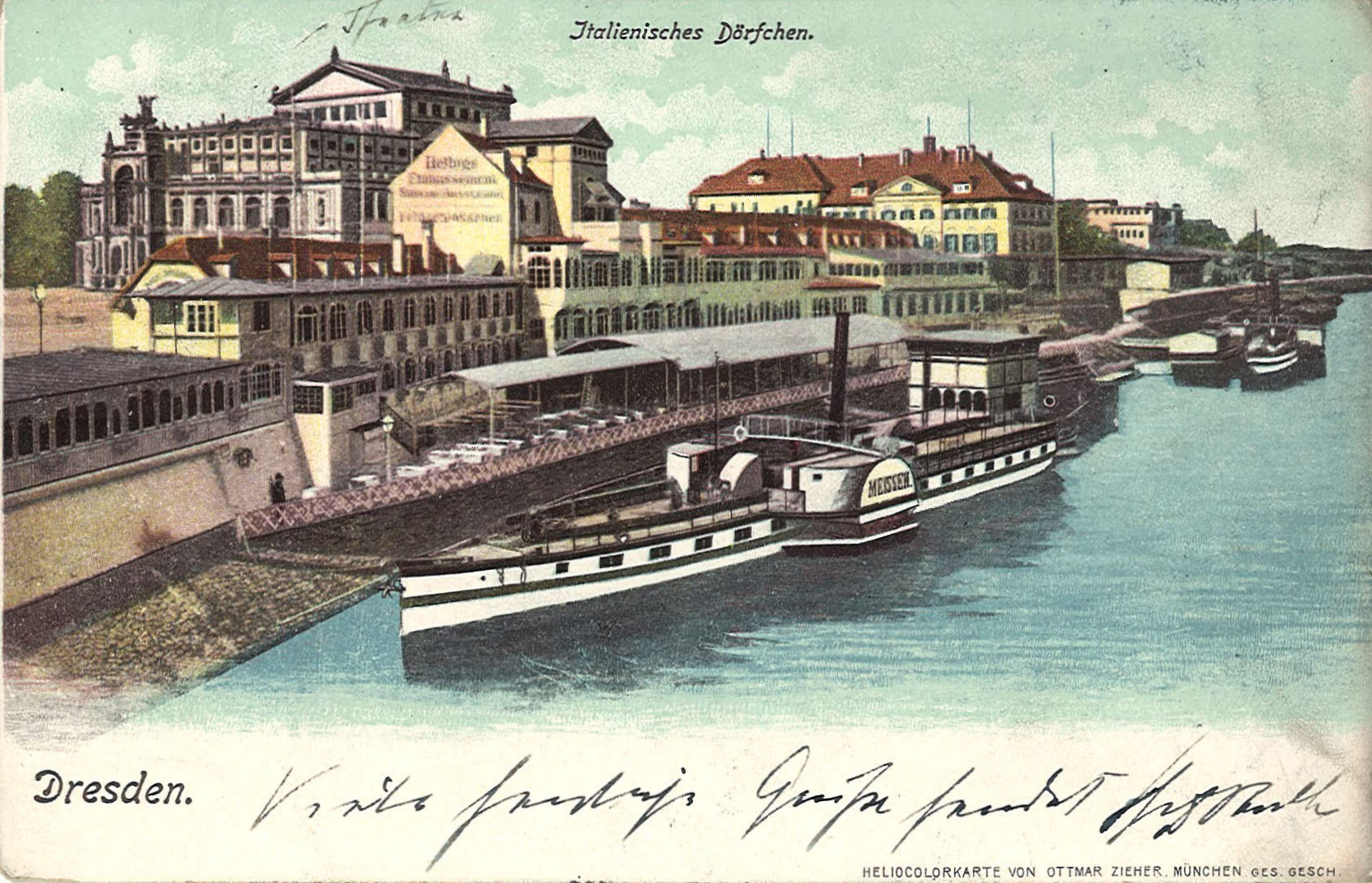
Anlegestelle am Terrassenufer und Raddampfer Meißen um 1900

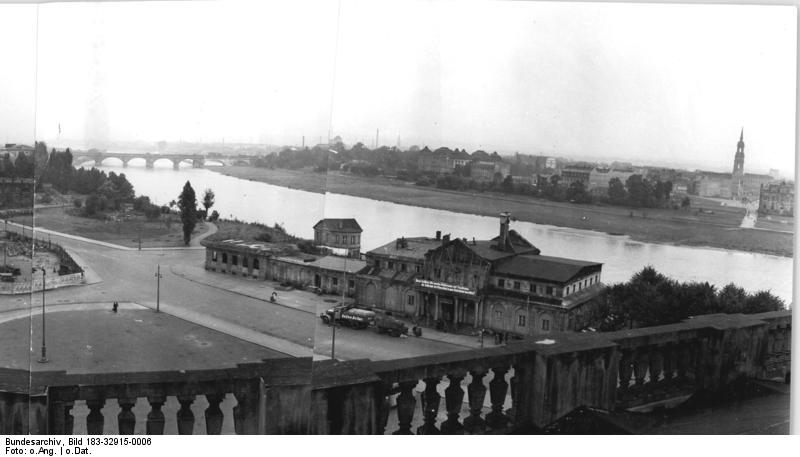
Italienisches Dörfchen von der Hofkirche aus gesehen (1955)

Als der italienische Architekt Gaetano Chiaveri die Katholische Hofkirche errichtete, wohnten Chiaveris vermutlich auch aus Italien kommende Handwerker und Künstler nahe der Baustelle auf dem linken, steilen Ufer des Elbbogens in zahlreichen kleinen Häuschen. Das entsprach dem Prinzip der Dombauhütten, die im Mittelalter während des Baus und auch für die spätere Instandhaltung der großen Kathedralen eingerichtet wurden. Der Dresdner Volksmund nannte die Häuschen bald „Italienisches Dörfchen“. Zum Bau des neuen Königlichen Hoftheaters, der ersten Semperoper, wurde die Siedlung mit Ausnahme einiger Wirtshäuser abgerissen.
Später entstand an dieser Stelle eine Gaststätte, die den Namen „Italienisches Dörfchen“ übernahm. Dort wurde am Reformationstag 1861 der Verein zur Pflege der freien Rede Polyhymnia – das spätere Corps Altsachsen Dresden – gegründet. Am 9. September 1882 begann hier ein antijüdischer Kongress. Vor dem Ersten Weltkrieg in den Jahren 1911/13 entstand nach dem Entwurf des Dresdner Stadtbaurates Hans Erlwein ein zum architektonischen Rang der Bauten in der Umgebung und zu dem benachbarten führenden Dresdner Hotel Bellevue (vormals Calberlasche Zuckersiederei) passender repräsentativer Neubau. 1956/57 wurde der zerstörte Bau von dem Architekten Gerhard Guder wiederaufgebaut.
Nach der deutschen Wiedervereinigung und dem Aus für den Betreiber, die HO, wurde die Gaststätte 1990 zunächst geschlossen, später jedoch restauriert und neu verpachtet.
Nach mehreren Betreiberwechseln wurde die Gaststätte zum Jahresende 2023 erneut geschlossen.
Unweit des Italienischen Dörfchens, auf der anderen Straßenseite des Terrassenufers, steht das Basteischlösschen.